# Karel Vašák
Karel Vašák (26 giugno 1929 – Strasburgo, 1º maggio 2015) è stato un diplomatico e giurista ceco naturalizzato francese.

## Biografia
Nato in Cecoslovacchia, si trasferì in seguito in Francia per studiare diritto. Decise di rimanere là dopo l'invasione sovietica di Praga nel febbraio 1948. Ottenne la cittadinanza francese e lavorò per il Consiglio d'Europa in vari incarichi. Nel 1969, Vašák divenne il primo segretario generale dell'Istituto internazionale dei diritti umani a Strasburgo, una posizione che mantenne fino al 1980. Prestò servizio come direttore della Divisione dei diritti umani e della pace e in seguito come consigliere legale dell'UNESCO e dell'Organizzazione mondiale del turismo.
Nel 1979, Vašák propose per primo una suddivisione dei diritti umani in tre generazioni, ispirata agli ideali della Rivoluzione francese: libertà, uguaglianza, fraternità. Tra le opere, da ricordare (come curatore): The International Dimensions of Human Rights, Grenwood Press, 1982. ISBN 0-313-23394-2.